# Falange Española de las JONS (1976)
Falange Española de las JONS, también conocida como FE de las JONS o simplemente FE-JONS/La Falange, es un partido político español de extrema derecha constituido en octubre de 1976, durante la Transición española. Se autoproclaman herederos de la histórica Falange Española que fundó José Antonio Primo de Rivera en 1933 y que se unificó con las JONS de Ramiro Ledesma en 1934. Consideran que dicho partido fue disuelto en abril de 1937, momento en que durante la guerra civil española el general Francisco Franco decretó la unificación de Falange Española de las JONS y la Comunión Tradicionalista, junto con las demás facciones participantes en el bando sublevado, creando un partido único denominado Falange Española Tradicionalista y de las Juntas de Ofensiva Nacional Sindicalista, más tarde conocido como Movimiento Nacional.

## Historia

### Origen
FE-JONS fue el primer partido político legalizado durante la Transición Española, el 4 de octubre de 1976. Tras la muerte del dictador Francisco Franco en 1975 se inició una campaña de desestabilización, de repetición de la estrategia de la década de 1930. Si en aquel entonces su fin fue procurar la caída de la Segunda República Española, en esta ocasión fue un intento de mantener al régimen e impedir la consolidación de una democracia. «Es decir, los verdaderos conspiradores van a tratar de justificar su rechazo frontal a la democracia, en defensa de privilegios políticos y económicos, con el argumento de que la democracia es negativa para España».[cita requerida] FE de las JONS, en la primera etapa de la Transición, se significó, junto a otros grupos neofascistas, por practicar la violencia callejera y el terrorismo con el objetivo de frustrar el proceso hacia la democracia.[cita requerida]

### Liderazgo de Fernández-Cuesta (1976–1983)
En la Matanza de Atocha, cometida en Madrid el 24 de enero de 1977 contra varios abogados vinculados al Partido Comunista de España (PCE), estuvo implicado el secretario del Sindicato Vertical del Transporte Privado de Madrid, vinculado a FE de las JONS. En 1980, en el madrileño barrio de Ciudad Lineal, son escuadrillas de FE de las JONS, con sus mandos a la cabeza, las que asesinan a balazos al joven Juan Carlos García Pérez. Dos casos de terrorismo en los que pudo probarse judicialmente conexiones de FE de las JONS. Cuestión, esta última, difícil ya que en ocasiones los atentados contaban con la colaboración de la propia policía.[cita requerida]
En esta época, el falangismo se encuentra dividido en numerosos grupos. Raimundo Fernández-Cuesta, ministro franquista y líder de las corrientes falangistas mayoritarias, escribiría:

Franco y José Antonio, dos figuras excepcionales de nuestra historia, están unidos no solamente en el pensamiento y en la obra en su afán de servicio, sino también por el contenido de su testamento, ejemplo de fe católica y ofrenda a España.
Raimundo Fernández Cuesta, en:Historia de la Falange, Sheelagh M. Ellwood, Paul Preston.

Organizando actos con vocación de multitudinarios en los que estaban invitadas las más significativas figuras del franquismo, como la conmemoración del primer aniversario de la muerte de Franco. Junto a las corrientes mayoritarias que aun veían posible una restauración del franquismo, conviven las corrientes llamadas de oposición que apuestan por un distanciamiento del Régimen. En el Congreso de FE de las JONS de 1975, presidido por Fernández Cuesta, se declaró la fidelidad a los principios y valores del 18 de julio de 1936, renunciando así a todo intento de borrar su colaboración con el franquismo. A él asistieron significativas figuras de la dictadura y los diferentes grupos de oposición falangista. Los primeros defendieron la figura y trayectoria de Franco y los segundos, airados, abandonaron el Congreso.
El fracaso electoral en las elecciones generales de 1977, en las que las posiciones defensoras del franquismo sumaron menos del 1% de los votos (la extrema derecha en su conjunto sumó menos del 1% de los votos emitidos y FE de las JONS, en concreto, tan solo el 0,21%), «demostró que al cabo de cuarenta años de franquismo, la mayor parte del pueblo español no deseaba ser representado por un partido que basaba su convocatoria en la identificación con el régimen anterior», teniendo el efecto de cambiar el posicionamiento y realineamiento de los diferentes grupos falangistas. FE de las JONS y los Círculos Doctrinales José Antonio, así como Fuerza Nueva, entendieron que difícilmente podrían sobrevivir falangismo y franquismo disociados, que uno y otro «formaban parte de la respuesta que dieron las clases alta y media españolas a las circunstancias de la Segunda República Española; ambos se necesitaban mutuamente para seguir adelante». Otros grupos de oposición falangista continuaron el distanciamiento de las posiciones franquistas, algo que al día de hoy, aun manteniendo «los viejos símbolos, retórica y valores», comparten la generalidad de grupos falangistas.
En 1977 son cuatro los grupos que se disputan las siglas FE de las JONS. Los Círculos Doctrinales José Antonio (presididos por Diego Márquez Horrillo); Falange Española de las JONS (Auténtica) (FE-JONS (A)); un grupo que posteriormente formaría Falange Española Independiente, y el Frente Nacional Español, liderado por el que fuera secretario General de la FET de las JONS y ministro de Franco, Raimundo Fernández-Cuesta. Sería este último grupo el que, en los tribunales, ganase el derecho a usar las siglas,[cita requerida] «proliferando desde entonces los grupúsculos neofalangistas, fuertemente competitivos entre sí y que apenas tienen más visibilidad que las celebraciones del 20 de noviembre, aniversario de la muerte de Franco y de José Antonio».
En 1979, los Círculos Doctrinales José Antonio se integraron en FE de las JONS y Diego Márquez Horrillo se convirtió en Subjefe Nacional de Falange. Ese mismo año, Falange concurrió a las elecciones generales en la coalición Unión Nacional, junto a la Comunión Tradicionalista y el partido ultraderechista Fuerza Nueva, liderado por Blas Piñar. La coalición obtuvo un único escaño que ocuparía Piñar como cabeza de lista.

### Liderazgo de Márquez Horrillo (1983–2014)
En 1983, tras la dimisión de Raimundo Fernández-Cuesta en julio, el Congreso de Falange eligió a Diego Márquez Horrillo como Jefe Nacional, cargo que siguió desempeñando hasta julio de 2011. Desde entonces, FE de las JONS se ha distanciado del pasado franquista, declarándose heredera de la Falange anterior a la unificación decretada por el dictador en 1937.
En 1997 se produjo una nueva escisión en FE-JONS. Todo parte del Congreso Nacional de FE-JONS que se celebró en 1995, en el cual se presentaron Gustavo Morales y Diego Márquez Horrillo como candidatos a la jefatura nacional de FE-JONS. Los partidarios de Gustavo Morales alegaron que por un defecto de forma a última hora, la candidatura de Diego Márquez fue invalidada, siendo elegido automáticamente Gustavo Morales como Jefe Nacional. Los partidarios de Márquez, que nunca aceptaron semejante interpretación de lo sucedido, acudieron a los tribunales, y en 1997 estos le dieron la razón, debiéndose proceder a la repetición del Congreso Nacional, que nunca se llegó a celebrar. En 1999 los seguidores de Gustavo Morales, que no se molestaron en solicitar la ejecución total de la sentencia, reagrupados en torno a Jesús López, fundaron La Falange (FE), también conocida como FE/La Falange. FE de las JONS, por su parte, interpuso en el año 2004 una demanda judicial contra La Falange (FE) por utilizar un nombre que tiende a confundir, ya que históricamente a FE de las JONS se la ha denominado coloquialmente como "la Falange". La Sentencia de Primera Instancia dictada en dicho procedimiento a finales de 2004 negó rotundamente los argumentos de Diego Márquez, condenándole a pagar las costas del juicio.   
El 7 de febrero de 2004, un sector de Falange Española Independiente se integró en FE de las JONS. Ese mismo año se integran también en ella las Falanges Gallegas (formadas por los miembros de FE/La Falange de Galicia) y unos cuantos afiliados de FE/La Falange de diversas provincias, vinculándose a ella también la asociación cultural Milenio Azul.
En las elecciones Generales de marzo de 2008, Falange Española de las JONS obtuvo 14.023 votos, el 0,05% de los votos válidos, lo que supuso un ligero incremento respecto a los anteriores comicios, aunque insuficiente para obtener un escaño.
El 26 de mayo de 2009, el Tribunal Supremo admitió a trámite una querella de FE de las JONS contra Baltasar Garzón por prevaricación al declararse competente en la investigación de los crímenes de la Guerra Civil y el franquismo, presentada como acusación popular por las organizaciones Manos Limpias —presidida por Miguel Bernad, exdirigente del partido de extrema derecha Fuerza Nueva y del sindicato Fuerza Nacional del Trabajo— y Falange Española de las JONS, esta última supuestamente implicada directamente -según Garzón- en los crímenes que se pretenden estudiar, si bien nunca se ha probado tal implicación.

### Liderazgo de Pico Sanabria (2014–)
El 26 de junio de 2011 Norberto Pico Sanabria fue elegido nuevo Jefe Nacional (Secretario General desde 2004 y último Jefe Nacional de Falange Española Independiente hasta su integración en FE de las JONS) en sustitución de Diego Márquez Horrillo, que no se presentó a la reelección.
El 19 de septiembre de 2012 se fusionaron con el partido Mesa Nacional Falangista (MNF). Ese mismo día, pero de 2015, Norberto Pico fue reelegido como Jefe Nacional por otros 4 años. El acuerdo duró hasta el 26 de mayo de 2018, momento en el que MNF dio por roto el acuerdo tras considerar incumplido el punto 27 de los Puntos Fundamentales de la Falange de 1934, al hacer coalición con partidos "monárquicos, franquistas y carlistas".

#### Coalición ADÑ

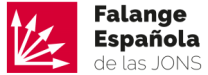
Logotipo utilizado por la organización entre 2018 y 2023.

De cara a las elecciones al Parlamento Europeo de 2019, FE de las JONS se presentó dentro de la coalición electoral «ADÑ Identidad Española» junto con Democracia Nacional (DN), Alternativa Española (AES) y La Falange (FE). La coalición obtuvo 11.699 votos, por lo que no logró obtener representación alguna.
Tras no conseguir representación ADÑ Identidad Española ni ninguno de los partidos que la componen en las elecciones al Parlamento Europeo de 2019 (España), diecisiete asambleas autonómicas y Cortes Generales y la nula posibilidad de obtener representación, de cara a las elecciones al Parlamento de Galicia de 2020, las elecciones al Parlamento Vasco de 2020, las elecciones al Parlamento de Cataluña de 2021 y las elecciones a la Asamblea de Madrid de 2021, deciden no presentarse.
A partir de 2020 han acordado estos partidos políticos que solo se presentarán a las elecciones donde tengan posibilidades de obtener representación.
En septiembre de 2023 se les abre un expediente sancionador y se les obliga a pagar 10.000 euros por atentar contra la Ley de Memoria Democrática.
En las elecciones municipales de España de 2023, presenta como cabeza de lista de la organización en Bilbao a Carlos García Juliá, quien fuera uno de los autores de los asesinatos de los abogados de Atocha y condenado posteriormente por delitos de narcotráfico.

#### Elecciones al Parlamento Europeo de 2024
En las elecciones al Parlamento Europeo de 2024 se presenta con Norberto Pedro Pico Sanabria como cabeza de lista, Martín Ricardo Sáenz de Ynestrillas Pérez (hermano de  Ricardo Sáenz de Ynestrillas) en el segundo puesto, y Jorge Garrido San Román en el tercero.

#### Anexión de La Falange
El 29 de octubre de 2024, aniversario de la fundación de Falange Española, Norberto Pico Sanabria y Manuel Andrino Lobo, los líderes de FE-JONS y de La Falange (FE) respectivamente, comunicaron la integración de ambos grupos bajo las siglas históricas de Falange Española de las JONS, finalizando así la división de veinticinco años en el falangismo.

## Ideología
FE-JONS ha sido descrito como el grupo falangista más importante activo en España. La ideología del partido ha sido descrita como neofascista, ultranacionalista y xenófoba.

## Organización

### Simbología
El yugo y las flechas provienen de Virgilio (70 a. C. – 19 a. C.), basándose para las flechas en su Eneida, y para el yugo en las Geórgicas.[cita requerida] Las flechas simbolizarían la guerra, y el yugo las labores agrarias; estos dos símbolos formaron parte del escudo de los Reyes Católicos al unir sus dos reinos, representando el yugo a Fernando y el haz de flechas a Isabel, emblemas que, en un juego cortesano, llevaban en su nombre la inicial del consorte: la Y de Ysabel, presente en la inicial del emblema de Fernando, el yugo; y la F de Fernando, presente en la divisa de Isabel, las flechas.

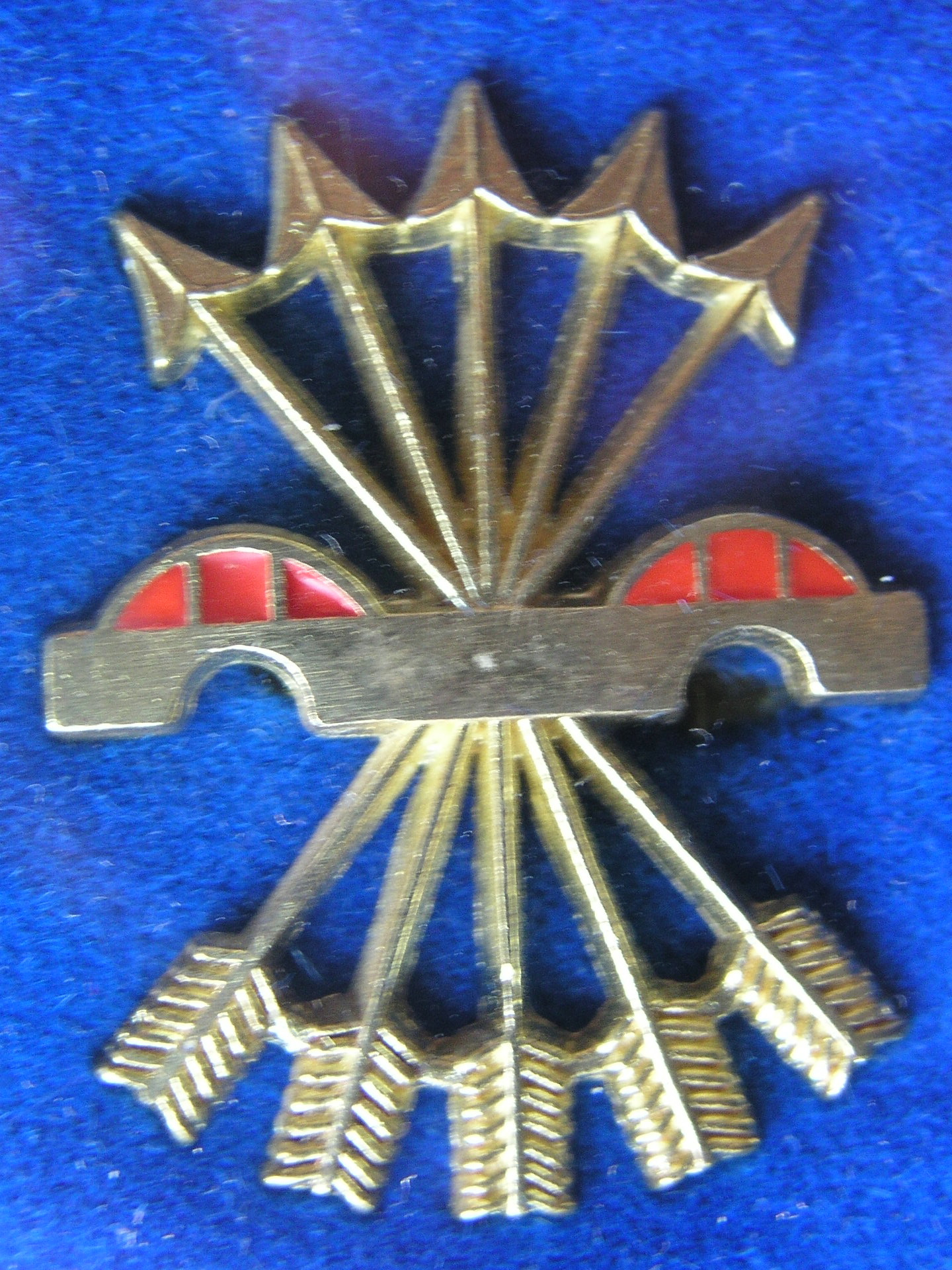
Insignia falangista (yugo y flechas) para camisa, fabricada en la década de 1940.

La Falange tomó estos dos símbolos, ya que representaban a su juicio un gran esplendor de la Historia de España, al igual que Benito Mussolini adoptó los fasces del Imperio Romano para simbolizar el fascismo.
- Su distintivo es un escudo con el yugo y las flechas, tomados de los símbolos de los Reyes Católicos.
- El uniforme lo compone una camisa azul mahón, queriendo simbolizar a los obreros industriales; la boina roja del carlismo que se impuso después del Decreto de Unificación y una corbata negra introducida por Franco como símbolo de luto por la muerte de José Antonio Primo de Rivera, no son aceptadas por actuales grupos falangistas.
- La bandera está formada por tres franjas verticales (roja, negra y roja), los mismos colores de la bandera de la CNT anarquista.
- Su himno es el Cara al sol.
- El saludo es el saludo romano, que consiste en colocar el brazo derecho en alto con la palma de la mano extendida. Desde el falangismo se dice que se trata del saludo íbero, que los íberos se saludaban de esa manera. Al saludar se grita ¡Arriba España!, expresión que los falangistas consideran una muestra de patriotismo y declaración de intenciones.
- Asimismo es común el tuteo entre sus miembros, llamándose generalmente por su nombre de pila y anteponiendo el tratamiento de camarada.

### Liderazgo
| Jefe Nacional | Jefe Nacional             | Mandato         |
| ------------- | ------------------------- | --------------- |
| 1.            | Raimundo Fernández-Cuesta | 1976 – 1983     |
| 2.            | Diego Márquez Horrillo    | 1983 – 2011     |
| 3.            | Norberto Pico Sanabria    | 2011 – presente |

### Relaciones con otros grupos
En la actualidad mantienen buena relación con el movimiento neonazi Hogar Social Madrid, formando parte activa de su organización.

## Resultados electorales

### Cortes Generales
| Elecciones | Congreso                 | Congreso                 | Congreso  | Congreso | Senado    | Senado |
| Elecciones | Votos                    | %                        | Diputados | +/–      | Senadores | +/–    |
| ---------- | ------------------------ | ------------------------ | --------- | -------- | --------- | ------ |
| 1977       | 46.548                   | 0,25                     | 0/350     | Nuevo    | 0/208     | Nuevo  |
| 1979       | Dentro de Unión Nacional | Dentro de Unión Nacional | 1/350     | 1        | 0/208     | 0      |
| 1982       | 2.528                    | 0,01                     | 0/350     | 1        | 0/208     | 0      |
| 1986       | 43.449                   | 0,22                     | 0/350     | 0        | 0/208     | 0      |
| 1989       | 24.025                   | 0,12                     | 0/350     | 0        | 0/208     | 0      |
| 1993       | 8.000                    | 0,03                     | 0/350     | 0        | 0/208     | 0      |
| 2004       | 12.266                   | 0,05                     | 0/350     | 0        | 0/208     | 0      |
| 2008       | 14.023                   | 0,05                     | 0/350     | 0        | 0/208     | 0      |
| 2011       | 2.901                    | 0,01                     | 0/350     | 0        | 0/208     | 0      |
| 2015       | 7.495                    | 0,03                     | 0/350     | 0        | 0/208     | 0      |
| 2016       | 9.909                    | 0,04                     | 0/350     | 0        | 0/208     | 0      |
| 2019 (I)   | 641                      | 0,00                     | 0/350     | 0        | 0/208     | 0      |
| 2019 (II)  | 608                      | 0,00                     | 0/350     | 0        | 0/208     | 0      |
| 2023       | 5.104                    | 0,02                     | 0/350     | 0        | 0/208     | 0      |

### Parlamento Europeo
| Elecciones | Candidato              | Votos                            | %                                | Escaños | +/–   | Grupo |
| ---------- | ---------------------- | -------------------------------- | -------------------------------- | ------- | ----- | ----- |
| 1987       | Diego Márquez Horrillo | 23.407                           | 0,12                             | 0/61    | Nuevo | –     |
| 1989       | Diego Márquez Horrillo | 24.340                           | 0,15                             | 0/61    | 0     | –     |
| 1994       | Diego Márquez Horrillo | 11.733                           | 0,06                             | 0/61    | 0     | –     |
| 2004       | Diego Márquez Horrillo | 4.484                            | 0,03                             | 0/61    | 0     | –     |
| 2009       | Diego Márquez Horrillo | 10.031                           | 0,06                             | 0/54    | 0     | –     |
| 2014       | Norberto Pico          | 21.687                           | 0,14                             | 0/54    | 0     | –     |
| 2019       | Norberto Pico          | Dentro de ADÑ–Identidad Española | Dentro de ADÑ–Identidad Española | 0/59    | 0     | –     |
| 2024       | Norberto Pico          | 9.677                            | 0,06                             | 0/61    | 0     | –     |